# Popis hrvatskih veleposlanika u Angoli
Republika Hrvatska i Republika Angola održavaju diplomatske odnose od 16. studenoga 1994. Sjedište veleposlanstva je u Lisabonu.

## Veleposlanici
Hrvatska nema rezidentno veleposlanstvo u Angoli. Veleposlanstvo Republike Hrvatske u Portugalskoj Republici pokriva Angolu, Gvineju Bisau, Kabo Verde i Sveti Toma i Prinsipe.
| Veleposlanik   | Postavljenje        | Opoziv             | Sjedište |
| -------------- | ------------------- | ------------------ | -------- |
| Marko Žaja     | 17. rujna 1996.     | 1. rujna 1998.     | Lisabon  |
| Darko Bekić    | 25. lipnja 1999.    | 15. prosinca 2002. | Lisabon  |
| Želimir Brala  | 25. svibnja 2005.   | 30. lipnja 2007.   | Lisabon  |
| Željko Vukosav | 28. listopada 2009. | 31. prosinca 2012. | Lisabon  |
| Ivica Maričić  | 5. listopada 2015.  |                    | Lisabon  |

## Vanjske poveznice
- Angola na stranici MVEP-a